# 児玉三十三霊場
児玉三十三霊場（こだまさんじゅうさんれいじょう）は、埼玉県本庄市及び児玉郡にある33寺院の霊場。

## 概要
本尊は観音菩薩や薬師如来、不動明王などさまざまな霊場。1783年（天明3年）に起きた浅間山の天明大噴火の犠牲者を供養するために始まった。1928年、旧児玉郡児玉町出身の宮崎線外によって復興された。本庄市の18ヶ所及び美里町の8ヶ所、上里町の5ヶ所、神川町の2ヶ所の計33の寺院によって構成される。

## 構成寺院
1. 成身院（本庄市児玉町小平597）
2. 普明寺（本庄市児玉町小平37）
3. 法養寺（本庄市児玉町児玉1258）
4. 玉蔵寺（本庄市児玉町児玉196）
5. 実相寺（本庄市児玉町児玉100）
6. 浄眼寺（本庄市児玉町八幡山35）
7. 天龍寺（本庄市児玉町金屋142）
8. 淵龍寺別院長谷観音堂（本庄市児玉町金屋216）
9. 円通寺（本庄市児玉町金屋84）
10. 直正寺（本庄市児玉町秋山1148-1）
11. 本覚院（本庄市児玉町秋山1090）
12. 大興寺（児玉郡美里町広木2618）
13. 常福寺（児玉郡美里町広木1375）
14. 智徳寺（児玉郡美里町広木330）
15. 永明寺（児玉郡美里町大仏987）
16. 宗清寺（児玉郡美里町白石1953）
17. 光厳寺（児玉郡美里町白石2013）
18. 光勝寺（児玉郡美里町阿那志550）
19. 宥勝寺（本庄市栗崎155）
20. 正観寺（本庄市都島864）
21. 西福寺（児玉郡上里町七本木594-1）
22. 陽雲寺（児玉郡上里町金久保701）
23. 福昌寺（児玉郡上里町帯刀304）
24. 吉祥院（児玉郡上里町大御堂1151）
25. 上松寺（児玉郡上里町長浜362）
26. 真東寺（児玉郡美里町木部546）
27. 龍清寺（本庄市児玉町保木野387）
28. 光明寺（児玉郡神川町新里1828）
29. 光福寺（本庄市児玉町宮内769）
30. 渕龍寺（本庄市児玉町金屋883）
31. 長泉寺（本庄市児玉町高柳901）
32. 光福寺（本庄市児玉町太駄1471）
33. 大光普照寺（児玉郡神川町二ノ宮667-1）